# Mistrzostwa Świata w Piłce Ręcznej Mężczyzn 2015
Mistrzostwa Świata w Piłce Ręcznej Mężczyzn 2015 – dwudzieste czwarte mistrzostwa świata w piłce ręcznej mężczyzn, oficjalny międzynarodowy turniej organizowany przez IHF mający na celu wyłonienie najlepszej męskiej reprezentacji narodowej w piłce ręcznej na świecie, który rozegrano w Katarze w dniach 15 stycznia–1 lutego 2015 roku. W zawodach wystąpiły dwadzieścia cztery zespoły, automatycznie do mistrzostw zakwalifikowały się: reprezentacja Hiszpanii jako mistrz świata z 2013, oraz reprezentacja Kataru jako organizator zawodów. O pozostałe miejsca odbywały się zakończone w czerwcu 2014 roku kontynentalne kwalifikacje.
Po czterech latach mistrzostwo powróciło do Francuzów, którzy pokonali reprezentację gospodarzy 25–22, zdobywając mistrzostwo po raz piąty w historii. Dla przegranych był to pierwszy medal w historii na światowym czempionacie. Brązowy medal zdobyli Polacy, pokonując w meczu o trzecie miejsce reprezentację Hiszpanii po dogrywce 29–28.
Po zakończonym turnieju IHF opublikowała statystyki indywidualne i drużynowe.

## Wybór organizatora
Oficjalne kandydatury wysunęły Francja, Katar, Norwegia i Polska, Korea Południowa zaś wycofała swój wniosek jeszcze przed głosowaniem. IHF powierzył Katarowi organizację tej imprezy na spotkaniu zarządu tej organizacji w Malmö 27 stycznia 2011 roku. Były to pierwsze mistrzostwa świata w piłce ręcznej organizowane na Bliskim Wschodzie.
Hassan Moustafa, prezydent IHF, oraz przedstawiciele organizatora podpisali umowę w styczniu 2013 roku.

## Obiekty i terminarz
Organizatorzy zadeklarowali, że wszystkie spotkania odbędą się w czterech arenach w stolicy kraju – Dosze. W sierpniu 2014 roku opublikowano terminarz rozgrywek, ogłoszono jednocześnie, iż mecze będą gościć trzy nowo zbudowane hale – dwie w Dosze i jedna w Lusajlu.
| Lusajl               | Doha                          | Doha                        | DohaLusajl Położenie na mapie Kataru |
| Lusail Sports Arena  | Ali Bin Hamad Al Attiya Arena | Duhail Handball Sports Hall | DohaLusajl Położenie na mapie Kataru |
| Pojemność: 15,3 tys. | Pojemność: 7,7 tys.           | Pojemność: 5,5 tys.         | DohaLusajl Położenie na mapie Kataru |
|                      |                               |                             | DohaLusajl Położenie na mapie Kataru |

## Zespoły
| Kraj                         | Strefa kwalifikacyjna                                                             | Mistrzostwa 2013 |
| ---------------------------- | --------------------------------------------------------------------------------- | ---------------- |
| Katar                        | Gospodarz                                                                         | 20. miejsce      |
| Hiszpania                    | Mistrz świata 2013                                                                | Mistrzostwo      |
| Francja                      | Mistrz Europy 2014                                                                | 6. miejsce       |
| Dania                        | Mistrzostwa Europy 2014 – 2. miejsce                                              | 2. miejsce       |
| Chorwacja                    | Mistrzostwa Europy 2014 – 4. miejsce                                              | 3. miejsce       |
| Algieria                     | Mistrz Afryki 2014                                                                | 17. miejsce      |
| Tunezja                      | Mistrzostwa Afryki 2014 – 2. miejsce                                              | 11. miejsce      |
| Egipt                        | Mistrzostwa Afryki 2014 – 3. miejsce                                              | 16. miejsce      |
| Bahrajn                      | Mistrzostwa Azji 2014 – 2. miejsce                                                | –                |
| Arabia Saudyjska             | Dzika karta                                                                       | 19. miejsce      |
| Iran                         | Mistrzostwa Azji 2014 – 3. miejsce                                                | –                |
| Zjednoczone Emiraty Arabskie | Mistrzostwa Azji 2014 – 4. miejsce                                                | –                |
| Islandia                     | Dzika karta                                                                       | 12. miejsce      |
| Australia                    | Mistrz Oceanii                                                                    | 24. miejsce      |
| Niemcy                       | Dzika karta (za Australię – w Oceanii nie ma jeszcze federacji uznanej przez IHF) | 5. miejsce       |
| Argentyna                    | Mistrz Ameryki                                                                    | 18. miejsce      |
| Brazylia                     | Mistrzostwa Ameryki – 2. miejsce                                                  | 13. miejsce      |
| Chile                        | Mistrzostwa Ameryki – 3. miejsce                                                  | 23. miejsce      |
| Polska                       | Europejski turniej eliminacyjny – faza play-off                                   | 9. miejsce       |
| Szwecja                      | Europejski turniej eliminacyjny – faza play-off                                   | –                |
| Rosja                        | Europejski turniej eliminacyjny – faza play-off                                   | 7. miejsce       |
| Macedonia Północna           | Europejski turniej eliminacyjny – faza play-off                                   | 14. miejsce      |
| Austria                      | Europejski turniej eliminacyjny – faza play-off                                   | –                |
| Bośnia i Hercegowina         | Europejski turniej eliminacyjny – faza play-off                                   | –                |
| Czechy                       | Europejski turniej eliminacyjny – faza play-off                                   | –                |
| Słowenia                     | Europejski turniej eliminacyjny – faza play-off                                   | 4. miejsce       |
| Białoruś                     | Europejski turniej eliminacyjny – faza play-off                                   | 15. miejsce      |

### Zmiana w składzie finalistów turnieju
W lipcu 2014 roku doszło do zmiany jednego z uczestników. Australia została wykluczona z turnieju ze względu na to, iż w Oceanii nie ma kontynentalnej federacji uznanej przez IHF. Podczas posiedzenia Rady IHF w Zagrzebiu zdecydowano, iż w miejsce Australii zostanie przyjęty do turnieju uczestnik, który otrzyma tzw. dziką kartę. Głównym kryterium były wyniki na poprzednich mistrzostwach. Wobec tego zdecydowano, iż dziką kartę dostaną Niemcy.
Z powodów politycznych 7 i 10 listopada 2014 roku z turnieju wycofały się odpowiednio Bahrajn i Zjednoczone Emiraty Arabskie. 21 listopada Rada IHF podjęła decyzję, iż dziką kartę dostaną Arabia Saudyjska i Islandia, jednocześnie wymierzyła krajowym federacjom piłki ręcznej Bahrajnu i Zjednoczonym Emiratom Arabskim karę finansową w wysokości 100 tysięcy franków szwajcarskich za wycofanie się z mistrzostw świata po losowaniu grup.

## Losowanie grup
W marcu 2014 roku ogłoszono, iż losowanie grup odbędzie się 20 lipca 2014 roku w Katarze. Przed losowaniem drużyny zostały podzielone na sześć koszyków.
| Koszyk 1  |
| --------- |
| Hiszpania |
| Francja   |
| Dania     |
| Chorwacja |

| Koszyk 2             |
| -------------------- |
| Bośnia i Hercegowina |
| Polska               |
| Szwecja              |
| Słowenia             |

| Koszyk 3           |
| ------------------ |
| Rosja              |
| Katar              |
| Macedonia Północna |
| Algieria           |

| Koszyk 4  |
| --------- |
| Austria   |
| Argentyna |
| Białoruś  |
| Czechy    |

| Koszyk 5 |
| -------- |
| Tunezja  |
| Egipt    |
| Brazylia |
| Bahrajn  |

| Koszyk 6 |
| -------- |
| Iran     |
| ZEA      |
| Chile    |
| Niemcy   |

W wyniku transmitowanego na żywo losowania wyłonione zostały cztery grupy liczące po sześć zespołów. Po losowaniu grup, 7 i 10 listopada z turnieju wycofały się odpowiednio Bahrajn i Zjednoczone Emiraty Arabskie. 21 listopada Rada IHF podjęła decyzję, iż w zastępstwie za te reprezentacje wystąpią Arabia Saudyjska i Islandia
| Grupa A   | Grupa B              | Grupa C      | Grupa D                  |
| --------- | -------------------- | ------------ | ------------------------ |
| Hiszpania | Chorwacja            | Francja      | Dania                    |
| Słowenia  | Bośnia i Hercegowina | Szwecja      | Polska                   |
| Katar     | Macedonia Północna   | Algieria     | Rosja                    |
| Białoruś  | Austria              | Czechy       | Argentyna                |
| Brazylia  | Tunezja              | Egipt        | Bahrajn Arabia Saudyjska |
| Chile     | Iran                 | ZEA Islandia | Niemcy                   |

## Sędziowie
Lista zawiera 18 par sędziowskich.
| Państwo   | Sędziowie                         |
| --------- | --------------------------------- |
| Brazylia  | Jesus Menezes Rogéro Pinto        |
| Chorwacja | Boris Milošević Matija Gubica     |
| Czechy    | Václav Horáček Jiří Novotný       |
| Dania     | Martin Gjeding Mads Hansen        |
| Egipt     | Mohamed Rashed Tamer El-Sayed     |
| Francja   | Laurent Reveret Stevann Pichon    |
| Hiszpania | Óscar López Ángel Ramírez         |
| Japonia   | Kiyoshi Hizaki Tomokazu Ikebuchi  |
| Katar     | Saleh Bamutref Mansour Al-Suwaidi |

| Państwo            | Sędziowie                        |
| ------------------ | -------------------------------- |
| Korea Południowa   | Lee Se-ok Koo Bon-ok             |
| Litwa              | Mindaugas Gatelis Vaidas Mažeika |
| Macedonia Północna | Ǵorǵi Naczewski Sławe Nikołow    |
| Niemcy             | Lars Geipel Marcus Helbig        |
| Portugalia         | Duarte Santos Ricardo Fonseca    |
| Serbia             | Nenad Nikolić Dušan Stojković    |
| Słowenia           | Nenad Krstič Peter Ljubič        |
| Szwecja            | Michael Johansson Jasmin Kliko   |
| Tunezja            | Samir Krichene Samir Makhlouf    |

## Faza grupowa
Godziny według lokalnego czasu (UTC+03:00)

### Grupa A
| Lp. | Drużyna   | M | Mecze | Mecze | Mecze | Bramki | Bramki | Bramki | Pkt |
| Lp. | Drużyna   | M | W     | R     | P     | +      | −      | +/−    | Pkt |
| --- | --------- | - | ----- | ----- | ----- | ------ | ------ | ------ | --- |
| 1.  | Hiszpania | 5 | 5     | 0     | 0     | 162    | 127    | +35    | 10  |
| 2.  | Katar     | 5 | 4     | 0     | 1     | 137    | 122    | +15    | 8   |
| 3.  | Słowenia  | 5 | 3     | 0     | 2     | 160    | 145    | +15    | 6   |
| 4.  | Brazylia  | 5 | 2     | 0     | 3     | 146    | 143    | +3     | 4   |
| 5.  | Białoruś  | 5 | 1     | 0     | 4     | 147    | 155    | −8     | 2   |
| 6.  | Chile     | 5 | 0     | 0     | 5     | 104    | 164    | −60    | 0   |

Wyniki
| 15 stycznia 201520:30 | Katar                                  | 28:23(15:12) | Brazylia        | Multipurpose Hall, Lusajl Widzów: 11500 Sędzia: Boris Milošević, Matija Gubica |
| 15 stycznia 201520:30 | Mahmoud Hassab Alla 6 Žarko Marković 6 | 28:23(15:12) | 6 Fabio Chiuffa | Multipurpose Hall, Lusajl Widzów: 11500 Sędzia: Boris Milošević, Matija Gubica |
| 15 stycznia 201520:30 | 4× · 3×                                | 28:23(15:12) | 5× · 3× · 1×    | Multipurpose Hall, Lusajl Widzów: 11500 Sędzia: Boris Milošević, Matija Gubica |

| 16 stycznia 201517:00 | Hiszpania                           | 38:33(21:17) | Białoruś          | QHA Complex, Doha Widzów: 1200 Sędzia: Václav Horáček, Jiří Novotný |
| 16 stycznia 201517:00 | Julen Aguinagalde 6 Jorge Maqueda 6 | 38:33(21:17) | 5 Alaksandr Citou | QHA Complex, Doha Widzów: 1200 Sędzia: Václav Horáček, Jiří Novotný |
| 16 stycznia 201517:00 | 2× · 3×                             | 38:33(21:17) | 3× · 3× · 2×      | QHA Complex, Doha Widzów: 1200 Sędzia: Václav Horáček, Jiří Novotný |

| 16 stycznia 201517:00 | Słowenia       | 36:23(16:14) | Chile                    | Al Sadd Multipurpose Hall, Doha Widzów: 1500 Sędzia: Mohamed Rashed, Tamer El-Sayed |
| 16 stycznia 201517:00 | Dragan Gajić 9 | 36:23(16:14) | 10 Rodrigo Salinas Muñoz | Al Sadd Multipurpose Hall, Doha Widzów: 1500 Sędzia: Mohamed Rashed, Tamer El-Sayed |
| 16 stycznia 201517:00 | 8× · 3×        | 36:23(16:14) | 6× · 1×                  | Al Sadd Multipurpose Hall, Doha Widzów: 1500 Sędzia: Mohamed Rashed, Tamer El-Sayed |

| 17 stycznia 201517:00 | Brazylia                                    | 27:29(14:15) | Hiszpania       | QHA Complex, Doha Widzów: 800 Sędzia: Ǵorǵi Naczewski, Sławe Nikołow |
| 17 stycznia 201517:00 | Felipe Ribeiro 5 José Guilherme De Toledo 5 | 27:29(14:15) | 9 Joan Cañellas | QHA Complex, Doha Widzów: 800 Sędzia: Ǵorǵi Naczewski, Sławe Nikołow |
| 17 stycznia 201517:00 | 5× · 4×                                     | 27:29(14:15) | 2× · 3×         | QHA Complex, Doha Widzów: 800 Sędzia: Ǵorǵi Naczewski, Sławe Nikołow |

| 17 stycznia 201517:00 | Białoruś          | 29:34(8:17) | Słowenia        | Multipurpose Hall, Lusajl Widzów: 4000 Sędzia: Samir Krichene, Samir Makhlouf |
| 17 stycznia 201517:00 | Dzianis Rutenka 6 | 29:34(8:17) | 15 Dragan Gajić | Multipurpose Hall, Lusajl Widzów: 4000 Sędzia: Samir Krichene, Samir Makhlouf |
| 17 stycznia 201517:00 | 5× · 3×           | 29:34(8:17) | 8× · 4× · 1×    | Multipurpose Hall, Lusajl Widzów: 4000 Sędzia: Samir Krichene, Samir Makhlouf |

| 17 stycznia 201519:00 | Chile         | 20:27(9:15) | Katar             | Multipurpose Hall, Lusajl Widzów: 4500 Sędzia: Laurent Reveret, Stevann Pichon |
| 17 stycznia 201519:00 | Marco Oneto 5 | 20:27(9:15) | 11 Žarko Marković | Multipurpose Hall, Lusajl Widzów: 4500 Sędzia: Laurent Reveret, Stevann Pichon |
| 17 stycznia 201519:00 | 5× · 3×       | 20:27(9:15) | 2× · 3×           | Multipurpose Hall, Lusajl Widzów: 4500 Sędzia: Laurent Reveret, Stevann Pichon |

| 19 stycznia 201517:00 | Hiszpania             | 37:16(14:7) | Chile                              | QHA Complex, Doha Widzów: 500 Sędzia: Lee Se-ok, Koo Bon-ok |
| 19 stycznia 201517:00 | Valero Rivera Folch 7 | 37:16(14:7) | 3 Guillerno Araya 3 Javier Frelijj | QHA Complex, Doha Widzów: 500 Sędzia: Lee Se-ok, Koo Bon-ok |
| 19 stycznia 201517:00 | 3× · 3×               | 37:16(14:7) | 1× · 4×                            | QHA Complex, Doha Widzów: 500 Sędzia: Lee Se-ok, Koo Bon-ok |

| 19 stycznia 201517:00 | Białoruś                                                   | 29:34(12:16) | Brazylia         | Multipurpose Hall, Lusajl Widzów: 3000 Sędzia: Mohamed Rashed, Tamer El-Sayed |
| 19 stycznia 201517:00 | Dzmitryj Nikulenkau 6 Dzianis Rutenka 6 Siarhiej Rutenka 6 | 29:34(12:16) | 9 Felipe Ribeiro | Multipurpose Hall, Lusajl Widzów: 3000 Sędzia: Mohamed Rashed, Tamer El-Sayed |
| 19 stycznia 201517:00 | 5× · 3×                                                    | 29:34(12:16) | 5× · 4×          | Multipurpose Hall, Lusajl Widzów: 3000 Sędzia: Mohamed Rashed, Tamer El-Sayed |

| 19 stycznia 201519:00 | Słowenia       | 29:31(15:18) | Katar            | Multipurpose Hall, Lusajl Widzów: 9500 Sędzia: Martin Gjeding, Mads Hansen |
| 19 stycznia 201519:00 | Jure Dolenec 8 | 29:31(15:18) | 12 Rafael Capote | Multipurpose Hall, Lusajl Widzów: 9500 Sędzia: Martin Gjeding, Mads Hansen |
| 19 stycznia 201519:00 | 7× · 3×        | 29:31(15:18) | 5× · 4×          | Multipurpose Hall, Lusajl Widzów: 9500 Sędzia: Martin Gjeding, Mads Hansen |

| 21 stycznia 201517:00 | Słowenia        | 35:32(19:18) | Brazylia         | QHA Complex, Doha Widzów: 500 Sędzia: Stevann Pichon, Laurent Reveret |
| 21 stycznia 201517:00 | Dragan Gajić 12 | 35:32(19:18) | 7 Felipe Ribeiro | QHA Complex, Doha Widzów: 500 Sędzia: Stevann Pichon, Laurent Reveret |
| 21 stycznia 201517:00 | 5× · 3×         | 35:32(19:18) | 5× · 3×          | QHA Complex, Doha Widzów: 500 Sędzia: Stevann Pichon, Laurent Reveret |

| 21 stycznia 201517:00 | Chile                   | 23:34(11:14) | Białoruś                             | Multipurpose Hall, Lusajl Widzów: 800 Sędzia: Kiyoshi Hizaki, Tomokazu Ikebuchi |
| 21 stycznia 201517:00 | Rodrigo Salinas Muñoz 6 | 23:34(11:14) | 8 Barys Puchouski 8 Siarhiej Rutenka | Multipurpose Hall, Lusajl Widzów: 800 Sędzia: Kiyoshi Hizaki, Tomokazu Ikebuchi |
| 21 stycznia 201517:00 | 7× · 2× · 1×            | 23:34(11:14) | 5× · 3×                              | Multipurpose Hall, Lusajl Widzów: 800 Sędzia: Kiyoshi Hizaki, Tomokazu Ikebuchi |

| 21 stycznia 201519:00 | Katar             | 25:28(10:8) | Hiszpania             | Multipurpose Hall, Lusajl Widzów: 12400 Sędzia: Nenad Nikolić, Dušan Stojković |
| 21 stycznia 201519:00 | Žarko Marković 10 | 25:28(10:8) | 7 Valero Rivera Folch | Multipurpose Hall, Lusajl Widzów: 12400 Sędzia: Nenad Nikolić, Dušan Stojković |
| 21 stycznia 201519:00 | 1× · 2×           | 25:28(10:8) | 5× · 3×               | Multipurpose Hall, Lusajl Widzów: 12400 Sędzia: Nenad Nikolić, Dušan Stojković |

| 23 stycznia 201517:00 | Brazylia           | 30:22(12:13) | Chile                                                                                    | Multipurpose Hall, Lusajl Widzów: 2500 Sędzia: Samir Krichene, Samir Makhlouf |
| 23 stycznia 201517:00 | Fernando Pacheco 7 | 30:22(12:13) | 3 Guillermo Araya 3 Rodrigo Díaz 3 Marco Oneto 3 Esteban Salinas Rodrigo Salinas Muñoz L | Multipurpose Hall, Lusajl Widzów: 2500 Sędzia: Samir Krichene, Samir Makhlouf |
| 23 stycznia 201517:00 | 5× · 1×            | 30:22(12:13) | 7× · 4× · 1×                                                                             | Multipurpose Hall, Lusajl Widzów: 2500 Sędzia: Samir Krichene, Samir Makhlouf |

| 23 stycznia 201517:00 | Hiszpania             | 30:26(14:10) | Słowenia                                                  | QHA Complex, Doha Widzów: 1000 Sędzia: Lars Geipel, Marcus Helbig |
| 23 stycznia 201517:00 | Valero Rivera Folch 6 | 30:26(14:10) | 4 Marko Bezjak 4 Jure Dolenec 4 Dragan Gajić 4 Jure Natek | QHA Complex, Doha Widzów: 1000 Sędzia: Lars Geipel, Marcus Helbig |
| 23 stycznia 201517:00 | 2× · 3× · 1×          | 30:26(14:10) | 5× · 3×                                                   | QHA Complex, Doha Widzów: 1000 Sędzia: Lars Geipel, Marcus Helbig |

| 23 stycznia 201519:00 | Katar            | 26:22(7:12) | Białoruś          | Multipurpose Hall, Lusajl Widzów: 10000 Sędzia: Jiří Novotný, Václav Horáček |
| 23 stycznia 201519:00 | Žarko Marković 9 | 26:22(7:12) | 7 Dzianis Rutenka | Multipurpose Hall, Lusajl Widzów: 10000 Sędzia: Jiří Novotný, Václav Horáček |
| 23 stycznia 201519:00 | 3× · 2×          | 26:22(7:12) | 6× · 4×           | Multipurpose Hall, Lusajl Widzów: 10000 Sędzia: Jiří Novotný, Václav Horáček |

### Grupa B
| Lp. | Drużyna              | M | Mecze | Mecze | Mecze | Bramki | Bramki | Bramki | Pkt |
| Lp. | Drużyna              | M | W     | R     | P     | +      | −      | +/−    | Pkt |
| --- | -------------------- | - | ----- | ----- | ----- | ------ | ------ | ------ | --- |
| 1.  | Chorwacja            | 5 | 5     | 0     | 0     | 158    | 124    | +34    | 10  |
| 2.  | Macedonia Północna   | 5 | 4     | 0     | 1     | 153    | 138    | +15    | 8   |
| 3.  | Austria              | 5 | 2     | 1     | 2     | 147    | 140    | +7     | 5   |
| 4.  | Tunezja              | 5 | 2     | 1     | 2     | 132    | 133    | −1     | 5   |
| 5.  | Bośnia i Hercegowina | 5 | 1     | 0     | 4     | 118    | 128    | −10    | 2   |
| 6.  | Iran                 | 5 | 0     | 0     | 5     | 127    | 172    | −45    | 0   |

Wyniki
| 16 stycznia 201515:00 | Bośnia i Hercegowina | 30:25(12:16) | Iran                | Multipurpose Hall, Lusajl Widzów: 3000 Sędzia: Lee Se-ok, Koo Bon-ok |
| 16 stycznia 201515:00 | Duško Čelica 6       | 30:25(12:16) | 7 Allahkaram Esteki | Multipurpose Hall, Lusajl Widzów: 3000 Sędzia: Lee Se-ok, Koo Bon-ok |
| 16 stycznia 201515:00 | 8× · 3×              | 30:25(12:16) | 8× · 4×             | Multipurpose Hall, Lusajl Widzów: 3000 Sędzia: Lee Se-ok, Koo Bon-ok |

| 16 stycznia 201517:00 | Macedonia Północna | 33:25(18:14) | Tunezja     | Multipurpose Hall, Lusajl Widzów: 5000 Sędzia: Lars Geipel, Marcus Helbig |
| 16 stycznia 201517:00 | Kirił Łazarow 10   | 33:25(18:14) | 6 Issam Tej | Multipurpose Hall, Lusajl Widzów: 5000 Sędzia: Lars Geipel, Marcus Helbig |
| 16 stycznia 201517:00 | 7× · 3×            | 33:25(18:14) | 6× · 3×     | Multipurpose Hall, Lusajl Widzów: 5000 Sędzia: Lars Geipel, Marcus Helbig |

| 16 stycznia 201519:00 | Chorwacja     | 32:30(16:13) | Austria                          | QHA Complex, Doha Widzów: 750 Sędzia: Mindaugas Gatelis, Vaidas Mažeika |
| 16 stycznia 201519:00 | Ivan Čupić 11 | 32:30(16:13) | 7 Viktor Szilágyi 7 Robert Weber | QHA Complex, Doha Widzów: 750 Sędzia: Mindaugas Gatelis, Vaidas Mažeika |
| 16 stycznia 201519:00 | 6× · 3×       | 32:30(16:13) | 7× · 4× · 1×                     | QHA Complex, Doha Widzów: 750 Sędzia: Mindaugas Gatelis, Vaidas Mažeika |

| 17 stycznia 201519:00 | Tunezja         | 25:28(13:14) | Chorwacja    | QHA Complex, Doha Widzów: 4000 Sędzia: Óscar López, Ángel Ramírez |
| 17 stycznia 201519:00 | Amine Bannour 9 | 25:28(13:14) | 8 Ivan Čupić | QHA Complex, Doha Widzów: 4000 Sędzia: Óscar López, Ángel Ramírez |
| 17 stycznia 201519:00 | 6× · 3×         | 25:28(13:14) | 5× · 3×      | QHA Complex, Doha Widzów: 4000 Sędzia: Óscar López, Ángel Ramírez |

| 17 stycznia 201519:00 | Iran                | 31:33(17:19) | Macedonia Północna | Al Sadd Multipurpose Hall, Doha Widzów: 1000 Sędzia: Mansour Al-Suwaidi, Saleh Bamutref |
| 17 stycznia 201519:00 | Allahkaram Esteki 9 | 31:33(17:19) | 9 Kirił Łazarow    | Al Sadd Multipurpose Hall, Doha Widzów: 1000 Sędzia: Mansour Al-Suwaidi, Saleh Bamutref |
| 17 stycznia 201519:00 | 7× · 4× · 1×        | 31:33(17:19) | 7× · 2×            | Al Sadd Multipurpose Hall, Doha Widzów: 1000 Sędzia: Mansour Al-Suwaidi, Saleh Bamutref |

| 17 stycznia 201521:00 | Austria                          | 23:21(11:12) | Bośnia i Hercegowina | Al Sadd Multipurpose Hall, Doha Widzów: 1000 Sędzia: Jesus Menezes, Rogéro Pinto |
| 17 stycznia 201521:00 | Viktor Szilágyi 4 Robert Weber 4 | 23:21(11:12) | 6 Dejan Malinović    | Al Sadd Multipurpose Hall, Doha Widzów: 1000 Sędzia: Jesus Menezes, Rogéro Pinto |
| 17 stycznia 201521:00 | 8× · 3×                          | 23:21(11:12) | 6× · 4× · 1×         | Al Sadd Multipurpose Hall, Doha Widzów: 1000 Sędzia: Jesus Menezes, Rogéro Pinto |

| 19 stycznia 201519:00 | Bośnia i Hercegowina               | 22:25(11:13) | Macedonia Północna | Al Sadd Multipurpose Hall, Doha Widzów: 2000 Sędzia: Mindaugas Gatelis, Vaidas Mažeika |
| 19 stycznia 201519:00 | Senjamin Buric 4 Dejan Malinovic 4 | 22:25(11:13) | 6 Dejan Manaskow   | Al Sadd Multipurpose Hall, Doha Widzów: 2000 Sędzia: Mindaugas Gatelis, Vaidas Mažeika |
| 19 stycznia 201519:00 | 5× · 2×                            | 22:25(11:13) | 6× · 3× · 1×       | Al Sadd Multipurpose Hall, Doha Widzów: 2000 Sędzia: Mindaugas Gatelis, Vaidas Mažeika |

| 19 stycznia 201519:00 | Chorwacja        | 41:22(19:13) | Iran           | QHA Complex, Doha Widzów: 500 Sędzia: Lars Geipel, Marcus Helbig |
| 19 stycznia 201519:00 | Zlatko Horvat 12 | 41:22(19:13) | 6 Sajad Esteki | QHA Complex, Doha Widzów: 500 Sędzia: Lars Geipel, Marcus Helbig |
| 19 stycznia 201519:00 | 3× · 2×          | 41:22(19:13) | 3× · 1×        | QHA Complex, Doha Widzów: 500 Sędzia: Lars Geipel, Marcus Helbig |

| 19 stycznia 201521:00 | Austria        | 25:25(14:15) | Tunezja                    | Al Sadd Multipurpose Hall, Doha Widzów: 4500 Sędzia: Nenad Nikolić, Dušan Stojković |
| 19 stycznia 201521:00 | Robert Weber 9 | 25:25(14:15) | 5 Mosbah Sanai 5 Issam Tej | Al Sadd Multipurpose Hall, Doha Widzów: 4500 Sędzia: Nenad Nikolić, Dušan Stojković |
| 19 stycznia 201521:00 | 4× · 3×        | 25:25(14:15) | 5× · 3×                    | Al Sadd Multipurpose Hall, Doha Widzów: 4500 Sędzia: Nenad Nikolić, Dušan Stojković |

| 21 stycznia 201517:00 | Iran           | 26:38(13:18) | Austria       | Al Sadd Multipurpose Hall, Doha Widzów: 500 Sędzia: Mohamed Rashed, Tamer El-Sayed |
| 21 stycznia 201517:00 | Sajad Esteki 9 | 26:38(13:18) | 8 Raul Santos | Al Sadd Multipurpose Hall, Doha Widzów: 500 Sędzia: Mohamed Rashed, Tamer El-Sayed |
| 21 stycznia 201517:00 | 5× · 1×        | 26:38(13:18) | 5× · 3×       | Al Sadd Multipurpose Hall, Doha Widzów: 500 Sędzia: Mohamed Rashed, Tamer El-Sayed |

| 21 stycznia 201519:00 | Bośnia i Hercegowina | 24:27(14:15) | Tunezja             | Al Sadd Multipurpose Hall, Doha Widzów: 5500 Sędzia: Duarte Santos, Ricardo Fonseca |
| 21 stycznia 201519:00 | Dejan Malinović 5    | 24:27(14:15) | 7 Oussama Boughanmi | Al Sadd Multipurpose Hall, Doha Widzów: 5500 Sędzia: Duarte Santos, Ricardo Fonseca |
| 21 stycznia 201519:00 | 6× · 4×              | 24:27(14:15) | 5× · 3×             | Al Sadd Multipurpose Hall, Doha Widzów: 5500 Sędzia: Duarte Santos, Ricardo Fonseca |

| 21 stycznia 201519:00 | Macedonia Północna | 26:29(14:15) | Chorwacja    | QHA Complex, Doha Widzów: 2000 Sędzia: Václav Horáček, Jiří Novotný |
| 21 stycznia 201519:00 | Kirił Łazarow 7    | 26:29(14:15) | 9 Ivan Čupić | QHA Complex, Doha Widzów: 2000 Sędzia: Václav Horáček, Jiří Novotný |
| 21 stycznia 201519:00 | 6× · 4×            | 26:29(14:15) | 6× · 4×      | QHA Complex, Doha Widzów: 2000 Sędzia: Václav Horáček, Jiří Novotný |

| 23 stycznia 201517:00 | Tunezja              | 30:23(12:12) | Iran               | Al Sadd Multipurpose Hall, Doha Widzów: 4500 Sędzia: Jasmin Kliko, Michael Johansson |
| 23 stycznia 201517:00 | Jaleleddine Touati 7 | 30:23(12:12) | 9 Mojtaba Karamian | Al Sadd Multipurpose Hall, Doha Widzów: 4500 Sędzia: Jasmin Kliko, Michael Johansson |
| 23 stycznia 201517:00 | 3× · 4×              | 30:23(12:12) | 5× · 1×            | Al Sadd Multipurpose Hall, Doha Widzów: 4500 Sędzia: Jasmin Kliko, Michael Johansson |

| 23 stycznia 201519:00 | Macedonia Północna | 36:31(16:16) | Austria        | Al Sadd Multipurpose Hall, Doha Widzów: 1000 Sędzia: Martin Gjeding, Mads Hansen |
| 23 stycznia 201519:00 | Kirił Łazarow 9    | 36:31(16:16) | 8 Robert Weber | Al Sadd Multipurpose Hall, Doha Widzów: 1000 Sędzia: Martin Gjeding, Mads Hansen |
| 23 stycznia 201519:00 | 5× · 2×            | 36:31(16:16) | 7× · 2× · 1×   | Al Sadd Multipurpose Hall, Doha Widzów: 1000 Sędzia: Martin Gjeding, Mads Hansen |

| 23 stycznia 201519:00 | Chorwacja      | 28:21(17:8) | Bośnia i Hercegowina  | QHA Complex, Doha Widzów: 800 Sędzia: Laurent Reveret, Stevann Pichon |
| 23 stycznia 201519:00 | Ivan Karačić 6 | 28:21(17:8) | 7 Muhamed Toromanović | QHA Complex, Doha Widzów: 800 Sędzia: Laurent Reveret, Stevann Pichon |
| 23 stycznia 201519:00 | 4× · 3×        | 28:21(17:8) | 6× · 2× · 1×          | QHA Complex, Doha Widzów: 800 Sędzia: Laurent Reveret, Stevann Pichon |

### Grupa C
| Lp. | Drużyna  | M | Mecze | Mecze | Mecze | Bramki | Bramki | Bramki | Pkt |
| Lp. | Drużyna  | M | W     | R     | P     | +      | −      | +/−    | Pkt |
| --- | -------- | - | ----- | ----- | ----- | ------ | ------ | ------ | --- |
| 1.  | Francja  | 5 | 4     | 1     | 0     | 143    | 128    | +15    | 9   |
| 2.  | Szwecja  | 5 | 3     | 1     | 1     | 137    | 109    | +28    | 7   |
| 3.  | Islandia | 5 | 2     | 1     | 2     | 127    | 135    | −8     | 5   |
| 4.  | Egipt    | 5 | 2     | 1     | 2     | 135    | 125    | +10    | 5   |
| 5.  | Czechy   | 5 | 2     | 0     | 3     | 145    | 138    | +7     | 4   |
| 6.  | Algieria | 5 | 0     | 0     | 5     | 109    | 161    | −52    | 0   |

Wyniki
| 16 stycznia 201519:00 | Algieria          | 20:34(9:17) | Egipt        | Al Sadd Multipurpose Hall, Doha Widzów: 5500 Sędzia: Óscar López, Ángel Ramírez |
| 16 stycznia 201519:00 | Hichem Kaabeche 6 | 20:34(9:17) | 5 Eslam Issa | Al Sadd Multipurpose Hall, Doha Widzów: 5500 Sędzia: Óscar López, Ángel Ramírez |
| 16 stycznia 201519:00 | 6× · 3×           | 20:34(9:17) | 7× · 3×      | Al Sadd Multipurpose Hall, Doha Widzów: 5500 Sędzia: Óscar López, Ángel Ramírez |

| 16 stycznia 201521:00 | Francja                             | 30:27(16:9) | Czechy        | QHA Complex, Doha Widzów: 1800 Sędzia: Mads Hansen, Martin Gjeding |
| 16 stycznia 201521:00 | Michaël Guigou 7 Nikola Karabatić 7 | 30:27(16:9) | 8 Pavel Horák | QHA Complex, Doha Widzów: 1800 Sędzia: Mads Hansen, Martin Gjeding |
| 16 stycznia 201521:00 | 6× · 2×                             | 30:27(16:9) | 10× · 3× · 1× | QHA Complex, Doha Widzów: 1800 Sędzia: Mads Hansen, Martin Gjeding |

| 16 stycznia 201521:00 | Szwecja         | 24:16(12:7) | Islandia        | Al Sadd Multipurpose Hall, Doha Widzów: 1000 Sędzia: Jesus Menezes, Rogéro Pinto |
| 16 stycznia 201521:00 | Niclas Ekberg 7 | 24:16(12:7) | 5 Arnór Atlason | Al Sadd Multipurpose Hall, Doha Widzów: 1000 Sędzia: Jesus Menezes, Rogéro Pinto |
| 16 stycznia 201521:00 | 7× · 3×         | 24:16(12:7) | 6× · 3×         | Al Sadd Multipurpose Hall, Doha Widzów: 1000 Sędzia: Jesus Menezes, Rogéro Pinto |

| 18 stycznia 201519:00 | Islandia                  | 32:24(12:13) | Algieria           | Al Sadd Multipurpose Hall, Doha Widzów: 2000 Sędzia: Boris Milošević, Matija Gubica |
| 18 stycznia 201519:00 | Guðjón Valur Sigurðsson 8 | 32:24(12:13) | 5 Messaoud Berkous | Al Sadd Multipurpose Hall, Doha Widzów: 2000 Sędzia: Boris Milošević, Matija Gubica |
| 18 stycznia 201519:00 | 6× · 3× · 1×              | 32:24(12:13) | 3× · 4×            | Al Sadd Multipurpose Hall, Doha Widzów: 2000 Sędzia: Boris Milošević, Matija Gubica |

| 18 stycznia 201521:00 | Czechy                    | 22:36(10:19) | Szwecja          | Al Sadd Multipurpose Hall, Doha Widzów: 1000 Sędzia: Lars Geipel, Marcus Helbig |
| 18 stycznia 201521:00 | Tomáš Babák 5 Jan Sobol 5 | 22:36(10:19) | 10 Kim Andersson | Al Sadd Multipurpose Hall, Doha Widzów: 1000 Sędzia: Lars Geipel, Marcus Helbig |
| 18 stycznia 201521:00 | 6× · 3× · 1×              | 22:36(10:19) | 5× · 3×          | Al Sadd Multipurpose Hall, Doha Widzów: 1000 Sędzia: Lars Geipel, Marcus Helbig |

| 18 stycznia 201521:00 | Egipt          | 24:28(11:14) | Francja            | QHA Complex, Doha Widzów: 4500 Sędzia: Nenad Krstič, Peter Ljubič |
| 18 stycznia 201521:00 | Mohamed Amer 5 | 24:28(11:14) | 6 Nikola Karabatić | QHA Complex, Doha Widzów: 4500 Sędzia: Nenad Krstič, Peter Ljubič |
| 18 stycznia 201521:00 | 10× · 3×       | 24:28(11:14) | 7× · 3×            | QHA Complex, Doha Widzów: 4500 Sędzia: Nenad Krstič, Peter Ljubič |

| 20 stycznia 201519:00 | Czechy         | 24:27(10:13) | Egipt           | Al Sadd Multipurpose Hall, Doha Widzów: 6500 Sędzia: Mansour Al-Suwaidi, Saleh Bamutref |
| 20 stycznia 201519:00 | Jakub Hrstka 5 | 24:27(10:13) | 5 Ahmed Elahmar | Al Sadd Multipurpose Hall, Doha Widzów: 6500 Sędzia: Mansour Al-Suwaidi, Saleh Bamutref |
| 20 stycznia 201519:00 | 4× · 3×        | 24:27(10:13) | 9× · 3×         | Al Sadd Multipurpose Hall, Doha Widzów: 6500 Sędzia: Mansour Al-Suwaidi, Saleh Bamutref |

| 20 stycznia 201521:00 | Francja            | 26:26(12:14) | Islandia                                    | QHA Complex, Doha Widzów: 2500 Sędzia: Duarte Santos, Ricardo Fonseca |
| 20 stycznia 201521:00 | Nikola Karabatić 6 | 26:26(12:14) | 5 Ásgeir Örn Hallgrímsson 5 Aron Pálmarsson | QHA Complex, Doha Widzów: 2500 Sędzia: Duarte Santos, Ricardo Fonseca |
| 20 stycznia 201521:00 | 5× · 3× · 1×       | 26:26(12:14) | 7× · 4×                                     | QHA Complex, Doha Widzów: 2500 Sędzia: Duarte Santos, Ricardo Fonseca |

| 20 stycznia 201521:00 | Szwecja         | 27:19(15:6) | Algieria       | Al Sadd Multipurpose Hall, Doha Widzów: 1000 Sędzia: Ǵorǵi Naczewski, Sławe Nikołow |
| 20 stycznia 201521:00 | Jonas Källman 6 | 27:19(15:6) | 6 Hichem Daoud | Al Sadd Multipurpose Hall, Doha Widzów: 1000 Sędzia: Ǵorǵi Naczewski, Sławe Nikołow |
| 20 stycznia 201521:00 | 6× · 3× · 1×    | 27:19(15:6) | 4× · 3×        | Al Sadd Multipurpose Hall, Doha Widzów: 1000 Sędzia: Ǵorǵi Naczewski, Sławe Nikołow |

| 22 stycznia 201519:00 | Szwecja          | 25:25(10:10) | Egipt           | Al Sadd Multipurpose Hall, Doha Widzów: 7000 Sędzia: Boris Milošević, Matija Gubica |
| 22 stycznia 201519:00 | Niclas Ekberg 10 | 25:25(10:10) | 9 Ahmed Elahmar | Al Sadd Multipurpose Hall, Doha Widzów: 7000 Sędzia: Boris Milošević, Matija Gubica |
| 22 stycznia 201519:00 | 6× · 3×          | 25:25(10:10) | 7× · 3× · 1×    | Al Sadd Multipurpose Hall, Doha Widzów: 7000 Sędzia: Boris Milošević, Matija Gubica |

| 22 stycznia 201521:00 | Islandia                   | 25:36(11:21) | Czechy         | Al Sadd Multipurpose Hall, Doha Widzów: 500 Sędzia: Lee Se-ok, Koo Bon-ok |
| 22 stycznia 201521:00 | Snorri Steinn Guðjónsson 5 | 25:36(11:21) | 11 Filip Jícha | Al Sadd Multipurpose Hall, Doha Widzów: 500 Sędzia: Lee Se-ok, Koo Bon-ok |
| 22 stycznia 201521:00 | 7× · 2×                    | 25:36(11:21) | 6× · 3×        | Al Sadd Multipurpose Hall, Doha Widzów: 500 Sędzia: Lee Se-ok, Koo Bon-ok |

| 22 stycznia 201521:00 | Algieria            | 26:32(12:19) | Francja          | QHA Complex, Doha Widzów: 2000 Sędzia: Nenad Nikolić, Dušan Stojković |
| 22 stycznia 201521:00 | Messaoud Berkous 11 | 26:32(12:19) | 7 Michaël Guigou | QHA Complex, Doha Widzów: 2000 Sędzia: Nenad Nikolić, Dušan Stojković |
| 22 stycznia 201521:00 | 9× · 3×             | 26:32(12:19) | 5× · 3×          | QHA Complex, Doha Widzów: 2000 Sędzia: Nenad Nikolić, Dušan Stojković |

| 24 stycznia 201519:00 | Egipt                         | 25:28(10:15) | Islandia                   | Al Sadd Multipurpose Hall, Doha Widzów: 5500 Sędzia: Nenad Nikolić, Dušan Stojković |
| 24 stycznia 201519:00 | Eslam Issa 5 Mahmoud Radwan 5 | 25:28(10:15) | 13 Guðjón Valur Sigurðsson | Al Sadd Multipurpose Hall, Doha Widzów: 5500 Sędzia: Nenad Nikolić, Dušan Stojković |
| 24 stycznia 201519:00 | 4× · 3×                       | 25:28(10:15) | 7× · 2×                    | Al Sadd Multipurpose Hall, Doha Widzów: 5500 Sędzia: Nenad Nikolić, Dušan Stojković |

| 24 stycznia 201521:00 | Algieria                                      | 20:36(10:21) | Czechy        | QHA Complex, Doha Widzów: 500 Sędzia: Kiyoshi Hizaki, Tomokazu Ikebuchi |
| 24 stycznia 201521:00 | Hichem Daoud 5 Ayatallah El Khoumini Hamoud 5 | 20:36(10:21) | 7 Filip Jícha | QHA Complex, Doha Widzów: 500 Sędzia: Kiyoshi Hizaki, Tomokazu Ikebuchi |
| 24 stycznia 201521:00 | 1× · 3×                                       | 20:36(10:21) | 3× · 3×       | QHA Complex, Doha Widzów: 500 Sędzia: Kiyoshi Hizaki, Tomokazu Ikebuchi |

| 24 stycznia 201521:00 | Francja          | 27:25(11:12) | Szwecja         | Al Sadd Multipurpose Hall, Doha Widzów: 3000 Sędzia: Óscar López, Ángel Ramírez |
| 24 stycznia 201521:00 | Guillaume Joli 9 | 27:25(11:12) | 8 Jonas Källman | Al Sadd Multipurpose Hall, Doha Widzów: 3000 Sędzia: Óscar López, Ángel Ramírez |
| 24 stycznia 201521:00 | 2× · 4× · 1×     | 27:25(11:12) | 4× · 3×         | Al Sadd Multipurpose Hall, Doha Widzów: 3000 Sędzia: Óscar López, Ángel Ramírez |

### Grupa D
| Lp. | Drużyna          | M | Mecze | Mecze | Mecze | Bramki | Bramki | Bramki | Pkt |
| Lp. | Drużyna          | M | W     | R     | P     | +      | −      | +/−    | Pkt |
| --- | ---------------- | - | ----- | ----- | ----- | ------ | ------ | ------ | --- |
| 1.  | Niemcy           | 5 | 4     | 1     | 0     | 150    | 124    | +26    | 9   |
| 2.  | Dania            | 5 | 3     | 2     | 0     | 154    | 127    | +27    | 8   |
| 3.  | Polska           | 5 | 3     | 0     | 2     | 135    | 131    | +4     | 6   |
| 4.  | Argentyna        | 5 | 2     | 1     | 2     | 132    | 123    | +9     | 5   |
| 5.  | Rosja            | 5 | 1     | 0     | 4     | 133    | 131    | +2     | 2   |
| 6.  | Arabia Saudyjska | 5 | 0     | 0     | 5     | 87     | 165    | −78    | 0   |

Wyniki
| 16 stycznia 201515:00 | Rosja                                      | 27:17(17:9) | Arabia Saudyjska                       | QHA Complex, Doha Widzów: 500 Sędzia: Kiyoshi Hizaki, Tomokazu Ikebuchi |
| 16 stycznia 201515:00 | Aleksandr Dieriewień 4 Dmitrij Szytnikow 4 | 27:17(17:9) | 4 Abdullah Alabbas 4 Hussain Alhannabi | QHA Complex, Doha Widzów: 500 Sędzia: Kiyoshi Hizaki, Tomokazu Ikebuchi |
| 16 stycznia 201515:00 | 6× · 2× · 1×                               | 27:17(17:9) | 9× · 4×                                | QHA Complex, Doha Widzów: 500 Sędzia: Kiyoshi Hizaki, Tomokazu Ikebuchi |

| 16 stycznia 201519:00 | Polska               | 26:29(13:17) | Niemcy             | Multipurpose Hall, Lusajl Widzów: 3500 Sędzia: Ǵorǵi Naczewski, Sławe Nikołow |
| 16 stycznia 201519:00 | Krzysztof Lijewski 7 | 26:29(13:17) | 9 Steffen Weinhold | Multipurpose Hall, Lusajl Widzów: 3500 Sędzia: Ǵorǵi Naczewski, Sławe Nikołow |
| 16 stycznia 201519:00 | 5× · 4×              | 26:29(13:17) | 6× · 3×            | Multipurpose Hall, Lusajl Widzów: 3500 Sędzia: Ǵorǵi Naczewski, Sławe Nikołow |

| 16 stycznia 201521:00 | Dania           | 24:24(13:8) | Argentyna          | Multipurpose Hall, Lusajl Widzów: 1000 Sędzia: Nenad Krstič, Peter Ljubič |
| 16 stycznia 201521:00 | Anders Eggert 5 | 24:24(13:8) | 8 Federico Pizarro | Multipurpose Hall, Lusajl Widzów: 1000 Sędzia: Nenad Krstič, Peter Ljubič |
| 16 stycznia 201521:00 | 7× · 3×         | 24:24(13:8) | 7× · 3×            | Multipurpose Hall, Lusajl Widzów: 1000 Sędzia: Nenad Krstič, Peter Ljubič |

| 18 stycznia 201519:00 | Argentyna                                              | 23:24(12:11) | Polska                                                        | QHA Complex, Doha Widzów: 3000 Sędzia: Jiří Novotný, Václav Horáček |
| 18 stycznia 201519:00 | Federico Pizarro 5 Diego Simonet 5 Sebastián Simonet 5 | 23:24(12:11) | 5 Bartosz Jurecki 5 Przemysław Krajewski 5 Krzysztof Lijewski | QHA Complex, Doha Widzów: 3000 Sędzia: Jiří Novotný, Václav Horáček |
| 18 stycznia 201519:00 | 6× · 3×                                                | 23:24(12:11) | 7× · 4× · 1×                                                  | QHA Complex, Doha Widzów: 3000 Sędzia: Jiří Novotný, Václav Horáček |

| 18 stycznia 201519:00 | Niemcy         | 27:26(9:13) | Rosja                 | Multipurpose Hall, Lusajl Widzów: 600 Sędzia: Jasmin Kliko, Michael Johansson |
| 18 stycznia 201519:00 | Uwe Gensheimer | 27:26(9:13) | 6 Konstantin Igropuło | Multipurpose Hall, Lusajl Widzów: 600 Sędzia: Jasmin Kliko, Michael Johansson |
| 18 stycznia 201519:00 | 7× · 3×        | 27:26(9:13) | 8× · 4×               | Multipurpose Hall, Lusajl Widzów: 600 Sędzia: Jasmin Kliko, Michael Johansson |

| 18 stycznia 201521:00 | Arabia Saudyjska                    | 18:38(6:20) | Dania                | Multipurpose Hall, Lusajl Widzów: 600 Sędzia: Mohamed Rashed, Tamer El-Sayed |
| 18 stycznia 201521:00 | Hassan Aljanabi 4 Mojtaba Alsalem 4 | 18:38(6:20) | 8 Henrik Toft Hansen | Multipurpose Hall, Lusajl Widzów: 600 Sędzia: Mohamed Rashed, Tamer El-Sayed |
| 18 stycznia 201521:00 | 4× · 2×                             | 18:38(6:20) | 3× · 3×              | Multipurpose Hall, Lusajl Widzów: 600 Sędzia: Mohamed Rashed, Tamer El-Sayed |

| 20 stycznia 201519:00 | Polska                             | 26:25(12:13) | Rosja                | Multipurpose Hall, Lusajl Widzów: 1000 Sędzia: Nenad Krstič, Peter Ljubič |
| 20 stycznia 201519:00 | Andrzej Zdzisław Rojewski Rojewski | 26:25(12:13) | 7 Daniił Szyszkariow | Multipurpose Hall, Lusajl Widzów: 1000 Sędzia: Nenad Krstič, Peter Ljubič |
| 20 stycznia 201519:00 | 3× · 5×                            | 26:25(12:13) | 2× · 5×              | Multipurpose Hall, Lusajl Widzów: 1000 Sędzia: Nenad Krstič, Peter Ljubič |

| 20 stycznia 201519:00 | Argentyna          | 32:20(13:11) | Arabia Saudyjska  | QHA Complex, Doha Widzów: 1000 Sędzia: Samir Krichene, Samir Makhlouf |
| 20 stycznia 201519:00 | Federico Pizarro 7 | 32:20(13:11) | 5 Hassan Aljanabi | QHA Complex, Doha Widzów: 1000 Sędzia: Samir Krichene, Samir Makhlouf |
| 20 stycznia 201519:00 | 6× · 3×            | 32:20(13:11) | 12× · 4× · 2×     | QHA Complex, Doha Widzów: 1000 Sędzia: Samir Krichene, Samir Makhlouf |

| 20 stycznia 201521:00 | Dania                               | 30:30(16:16) | Niemcy             | Multipurpose Hall, Lusajl Widzów: 2000 Sędzia: Óscar López, Ángel Ramírez |
| 20 stycznia 201521:00 | Mads Christiansen 6 Mikkel Hansen 6 | 30:30(16:16) | 8 Steffen Weinhold | Multipurpose Hall, Lusajl Widzów: 2000 Sędzia: Óscar López, Ángel Ramírez |
| 20 stycznia 201521:00 | 3× · 3×                             | 30:30(16:16) | 5× · 4×            | Multipurpose Hall, Lusajl Widzów: 2000 Sędzia: Óscar López, Ángel Ramírez |

| 22 stycznia 201519:00 | Polska           | 32:13(17:6) | Arabia Saudyjska   | QHA Complex, Doha Widzów: 800 Sędzia: Jasmin Kliko, Michael Johansson |
| 22 stycznia 201519:00 | Kamil Syprzak 10 | 32:13(17:6) | 4 Mohammed Alsubhi | QHA Complex, Doha Widzów: 800 Sędzia: Jasmin Kliko, Michael Johansson |
| 22 stycznia 201519:00 | 3× · 3×          | 32:13(17:6) | 4× · 3× · 1×       | QHA Complex, Doha Widzów: 800 Sędzia: Jasmin Kliko, Michael Johansson |

| 22 stycznia 201519:00 | Niemcy             | 28:23(13:14) | Argentyna          | Multipurpose Hall, Lusajl Widzów: 5500 Sędzia: Mindaugas Gatelis, Vaidas Mažeika |
| 22 stycznia 201519:00 | Patrick Groetzki 7 | 28:23(13:14) | 6 Jérôme Fernandez | Multipurpose Hall, Lusajl Widzów: 5500 Sędzia: Mindaugas Gatelis, Vaidas Mažeika |
| 22 stycznia 201519:00 | 6× · 3×            | 28:23(13:14) | 6× · 4×            | Multipurpose Hall, Lusajl Widzów: 5500 Sędzia: Mindaugas Gatelis, Vaidas Mažeika |

| 22 stycznia 201521:00 | Rosja                | 28:31(8:16) | Dania            | Multipurpose Hall, Lusajl Widzów: 10500 Sędzia: Ǵorǵi Naczewski, Sławe Nikołow |
| 22 stycznia 201521:00 | Daniił Szyszkariow 8 | 28:31(8:16) | 9 Rasmus Schmidt | Multipurpose Hall, Lusajl Widzów: 10500 Sędzia: Ǵorǵi Naczewski, Sławe Nikołow |
| 22 stycznia 201521:00 | 1× · 3×              | 28:31(8:16) | 2× · 3×          | Multipurpose Hall, Lusajl Widzów: 10500 Sędzia: Ǵorǵi Naczewski, Sławe Nikołow |

| 24 stycznia 201519:00 | Arabia Saudyjska                                      | 19:36(8:18) | Niemcy                                | Multipurpose Hall, Lusajl Widzów: 3500 Sędzia: Duarte Santos, Ricardo Fonseca |
| 24 stycznia 201519:00 | Mohammed Alabas 3 Mojtaba Alsalem 3 Mohammed Alzaer 3 | 19:36(8:18) | 11 Matthias Musche 11 Johannes Sellin | Multipurpose Hall, Lusajl Widzów: 3500 Sędzia: Duarte Santos, Ricardo Fonseca |
| 24 stycznia 201519:00 | 6× · 3×                                               | 19:36(8:18) | 5× · 3×                               | Multipurpose Hall, Lusajl Widzów: 3500 Sędzia: Duarte Santos, Ricardo Fonseca |

| 24 stycznia 201519:00 | Rosja                | 27:30(16:17) | Argentyna        | QHA Complex, Doha Widzów: 500 Sędzia: Mansour Al-Suwaidi, Saleh Bamutref |
| 24 stycznia 201519:00 | Daniił Szyszkariow 7 | 27:30(16:17) | 9 Martín Pizarro | QHA Complex, Doha Widzów: 500 Sędzia: Mansour Al-Suwaidi, Saleh Bamutref |
| 24 stycznia 201519:00 | 8× · 3×              | 27:30(16:17) | 4× · 4× · 1×     | QHA Complex, Doha Widzów: 500 Sędzia: Mansour Al-Suwaidi, Saleh Bamutref |

| 24 stycznia 201521:00 | Dania           | 31:27(16:12) | Polska                      | Multipurpose Hall, Lusajl Widzów: 6000 Sędzia: Boris Milošević, Matija Gubica |
| 24 stycznia 201521:00 | Hans Lindberg 6 | 31:27(16:12) | 5 Andrzej Zdzisław Rojewski | Multipurpose Hall, Lusajl Widzów: 6000 Sędzia: Boris Milošević, Matija Gubica |
| 24 stycznia 201521:00 | 5× · 3×         | 31:27(16:12) | 3× · 4×                     | Multipurpose Hall, Lusajl Widzów: 6000 Sędzia: Boris Milošević, Matija Gubica |

## President's Cup

### Mecze o miejsca 17-20
|  |                         |                         |                         |                    |    |                    |                    |                    |
|  | Mecze o miejsca 17 - 20 | Mecze o miejsca 17 - 20 | Mecze o miejsca 17 - 20 |                    |    | Mecz o 17. miejsce | Mecz o 17. miejsce | Mecz o 17. miejsce |
|  | Mecze o miejsca 17 - 20 | Mecze o miejsca 17 - 20 | Mecze o miejsca 17 - 20 |                    |    | Mecz o 17. miejsce | Mecz o 17. miejsce | Mecz o 17. miejsce |
|  | 26 stycznia             |                         |                         |                    |    |                    |                    |                    |
|  |                         |                         |                         |                    |    |                    |                    |                    |
|  | Białoruś                | Białoruś                | 37                      |                    |    |                    |                    |                    |
|  | Białoruś                | Białoruś                | 37                      | 27 stycznia        |    |                    |                    |                    |
|  | Bośnia i Hercegowina    | Bośnia i Hercegowina    | 29                      |                    |    |                    |                    |                    |
|  | Bośnia i Hercegowina    | Bośnia i Hercegowina    | 29                      |                    |    | Białoruś           | Białoruś           | 31                 |
|  | 26 stycznia             |                         |                         |                    |    | Białoruś           | Białoruś           | 31                 |
|  |                         |                         | Czechy                  | Czechy             | 32 |                    |                    |                    |
|  | Czechy                  | Czechy                  | Czechy                  | Czechy             | 32 | 32                 |                    |                    |
|  | Czechy                  | Czechy                  |                         |                    |    |                    |                    |                    |
|  | Rosja                   | Rosja                   | 30                      |                    |    |                    |                    |                    |
|  | Rosja                   | Rosja                   | 30                      | Mecz o 19. miejsce |    |                    |                    |                    |
|  |                         |                         |                         |                    |    |                    |                    |                    |
|  | 27 stycznia             |                         |                         |                    |    |                    |                    |                    |
|  |                         |                         |                         |                    |    |                    |                    |                    |
|  | Bośnia i Hercegowina    | Bośnia i Hercegowina    | 28                      |                    |    |                    |                    |                    |
|  | Bośnia i Hercegowina    | Bośnia i Hercegowina    | 28                      |                    |    |                    |                    |                    |
|  | Rosja                   | Rosja                   | 42                      |                    |    |                    |                    |                    |
|  | Rosja                   | Rosja                   | 42                      |                    |    |                    |                    |                    |

| 26 stycznia 201517:00 | Białoruś           | 37:29(20:16) | Bośnia i Hercegowina | Duhail Handball Sports Hall, Doha Widzów: 300 Sędzia: Jesus Menezes, Rogéro Pinto |
| 26 stycznia 201517:00 | Siarhiej Rutenka 9 | 37:29(20:16) | 6 Senjamin Burić     | Duhail Handball Sports Hall, Doha Widzów: 300 Sędzia: Jesus Menezes, Rogéro Pinto |
| 26 stycznia 201517:00 | 6× · 3×            | 37:29(20:16) | 4× · 3×              | Duhail Handball Sports Hall, Doha Widzów: 300 Sędzia: Jesus Menezes, Rogéro Pinto |

| 26 stycznia 201519:00 | Czechy            | 32:30(16:15) | Rosja                  | Duhail Handball Sports Hall, Doha Widzów: 300 Sędzia: Samir Krichene, Samir Makhlouf |
| 26 stycznia 201519:00 | Ondřej Zdráhala 8 | 32:30(16:15) | 6 Aleksandr Dieriewień | Duhail Handball Sports Hall, Doha Widzów: 300 Sędzia: Samir Krichene, Samir Makhlouf |
| 26 stycznia 201519:00 | 6× · 4× · 1×      | 32:30(16:15) | 6× · 1×                | Duhail Handball Sports Hall, Doha Widzów: 300 Sędzia: Samir Krichene, Samir Makhlouf |

#### Mecz o 19. miejsce
| 27 stycznia 201517:00 | Bośnia i Hercegowina | 28:42(16:20) | Rosja             | Duhail Handball Sports Hall, Doha Widzów: 200 Sędzia: Kiyoshi Hizaki, Tomokazu Ikebuchi |
| 27 stycznia 201517:00 | Dejan Malinović 6    | 28:42(16:20) | 7 Dmitrij Kowalow | Duhail Handball Sports Hall, Doha Widzów: 200 Sędzia: Kiyoshi Hizaki, Tomokazu Ikebuchi |
| 27 stycznia 201517:00 | 6× · 3×              | 28:42(16:20) | 6× · 2×           | Duhail Handball Sports Hall, Doha Widzów: 200 Sędzia: Kiyoshi Hizaki, Tomokazu Ikebuchi |

#### Mecz o 17. miejsce
| 27 stycznia 201519:00 | Białoruś                                                                              | 31:32 (pd.)(13:14, 28:28, k. 3:4) | Czechy                                                                   | Duhail Handball Sports Hall, Doha Widzów: 300 Sędzia: Mohamed Rashed, Tamer El-Sayed |
| 27 stycznia 201519:00 | Siarhiej Rutenka 12                                                                   | 31:32 (pd.)(13:14, 28:28, k. 3:4) | Czterech piłkarzy                                                        | Duhail Handball Sports Hall, Doha Widzów: 300 Sędzia: Mohamed Rashed, Tamer El-Sayed |
| 27 stycznia 201519:00 | 6× · 3×                                                                               | 31:32 (pd.)(13:14, 28:28, k. 3:4) | 6× · 2×                                                                  | Duhail Handball Sports Hall, Doha Widzów: 300 Sędzia: Mohamed Rashed, Tamer El-Sayed |
| 27 stycznia 201519:00 | · Iwan Brouka · Siarhiej Rutenka · Barys Puchouski · Dzianis Rutenka · Kirył Kniazieu | Rzuty karne                       | · Ondřej Zdráhala · Filip Jícha · Jan Sobol · Tomáš Babák · Jakub Hrstka | Duhail Handball Sports Hall, Doha Widzów: 300 Sędzia: Mohamed Rashed, Tamer El-Sayed |

### Mecze o miejsca 21-24
|  |                         |                         |                         |                    |    |                    |                    |                    |
|  | Mecze o miejsca 21 - 24 | Mecze o miejsca 21 - 24 | Mecze o miejsca 21 - 24 |                    |    | Mecz o 21. miejsce | Mecz o 21. miejsce | Mecz o 21. miejsce |
|  | Mecze o miejsca 21 - 24 | Mecze o miejsca 21 - 24 | Mecze o miejsca 21 - 24 |                    |    | Mecz o 21. miejsce | Mecz o 21. miejsce | Mecz o 21. miejsce |
|  | 26 stycznia             |                         |                         |                    |    |                    |                    |                    |
|  |                         |                         |                         |                    |    |                    |                    |                    |
|  | Chile                   | Chile                   | 31                      |                    |    |                    |                    |                    |
|  | Chile                   | Chile                   | 31                      | 27 stycznia        |    |                    |                    |                    |
|  | Iran                    | Iran                    | 32                      |                    |    |                    |                    |                    |
|  | Iran                    | Iran                    | 32                      |                    |    | Iran               | Iran               | 26                 |
|  | 26 stycznia             |                         |                         |                    |    | Iran               | Iran               | 26                 |
|  |                         |                         | Arabia Saudyjska        | Arabia Saudyjska   | 22 |                    |                    |                    |
|  | Algieria                | Algieria                | Arabia Saudyjska        | Arabia Saudyjska   | 22 | 25                 |                    |                    |
|  | Algieria                | Algieria                |                         |                    |    |                    |                    |                    |
|  | Arabia Saudyjska        | Arabia Saudyjska        | 27                      |                    |    |                    |                    |                    |
|  | Arabia Saudyjska        | Arabia Saudyjska        | 27                      | Mecz o 23. miejsce |    |                    |                    |                    |
|  |                         |                         |                         |                    |    |                    |                    |                    |
|  | 27 stycznia             |                         |                         |                    |    |                    |                    |                    |
|  |                         |                         |                         |                    |    |                    |                    |                    |
|  | Chile                   | Chile                   | 30                      |                    |    |                    |                    |                    |
|  | Chile                   | Chile                   | 30                      |                    |    |                    |                    |                    |
|  | Algieria                | Algieria                | 28                      |                    |    |                    |                    |                    |
|  | Algieria                | Algieria                | 28                      |                    |    |                    |                    |                    |

| 26 stycznia 201513:00 | Chile                    | 31:32(15:17) | Iran                                                                | Duhail Handball Sports Hall, Doha Widzów: 100 Sędzia: Kiyoshi Hizaki, Tomokazu Ikebuchi |
| 26 stycznia 201513:00 | Rodrigo Salinas Muñoz 18 | 31:32(15:17) | 5 Ehsan Aboueimehrizi 5 Sajad Esteki 5 Pouya Norouzinezhadgharehlou | Duhail Handball Sports Hall, Doha Widzów: 100 Sędzia: Kiyoshi Hizaki, Tomokazu Ikebuchi |
| 26 stycznia 201513:00 | 2× · 2×                  | 31:32(15:17) | 4× · 3× · 1×                                                        | Duhail Handball Sports Hall, Doha Widzów: 100 Sędzia: Kiyoshi Hizaki, Tomokazu Ikebuchi |

| 26 stycznia 201515:00 | Algieria                       | 25:27(14:12) | Arabia Saudyjska  | Duhail Handball Sports Hall, Doha Widzów: 100 Sędzia: Jasmin Kliko, Michael Johansson |
| 26 stycznia 201515:00 | Ayatallah El Khoumini Hamoud 9 | 25:27(14:12) | 5 Mojtaba Alsalem | Duhail Handball Sports Hall, Doha Widzów: 100 Sędzia: Jasmin Kliko, Michael Johansson |
| 26 stycznia 201515:00 | 6× · 2× · 1×                   | 25:27(14:12) | 7× · 3×           | Duhail Handball Sports Hall, Doha Widzów: 100 Sędzia: Jasmin Kliko, Michael Johansson |

#### Mecz o 23. miejsce
| 27 stycznia 201513:00 | Chile                                                                   | 30:28 (pd.)(10:16, 27:27, k. 3:1) | Algieria                                                                            | Duhail Handball Sports Hall, Doha Widzów: 100 Sędzia: Duarte Santos, Ricardo Fonseca |
| 27 stycznia 201513:00 | Ayatallah El Khoumini Hamoud 9                                          | 30:28 (pd.)(10:16, 27:27, k. 3:1) | 5 Mojtaba Alsalem                                                                   | Duhail Handball Sports Hall, Doha Widzów: 100 Sędzia: Duarte Santos, Ricardo Fonseca |
| 27 stycznia 201513:00 | 6× · 2× · 1×                                                            | 30:28 (pd.)(10:16, 27:27, k. 3:1) | 7× · 3×                                                                             | Duhail Handball Sports Hall, Doha Widzów: 100 Sędzia: Duarte Santos, Ricardo Fonseca |
| 27 stycznia 201513:00 | · Guillermo Araya · Erik Caniu · Javier Frelijj · Rodrigo Salinas Muñoz | Rzuty karne                       | · Khaled Chentout · Messaoud Berkous · Rabah Soudani · Ayatallah El Khoumini Hamoud | Duhail Handball Sports Hall, Doha Widzów: 100 Sędzia: Duarte Santos, Ricardo Fonseca |

#### Mecz o 21. miejsce
| 27 stycznia 201515:00 | Iran                | 26:22(15:10) | Arabia Saudyjska   | Duhail Handball Sports Hall, Doha Widzów: 150 Sędzia: Jesus Menezes, Rogéro Pinto |
| 27 stycznia 201515:00 | Allahkaram Esteki 6 | 26:22(15:10) | 5 Ahmad Alabdulali | Duhail Handball Sports Hall, Doha Widzów: 150 Sędzia: Jesus Menezes, Rogéro Pinto |
| 27 stycznia 201515:00 | 5× · 2× · 1×        | 26:22(15:10) | 6× · 3×            | Duhail Handball Sports Hall, Doha Widzów: 150 Sędzia: Jesus Menezes, Rogéro Pinto |

## Faza pucharowa

### Drabinka
|  |                    |                    |             |                   |    |              |              |              |                       |                       |                       |                   |                   |                   |  |       |       |       |
|  | 1/8 finału         | 1/8 finału         | 1/8 finału  |                   |    | Ćwierćfinały | Ćwierćfinały | Ćwierćfinały |                       |                       | Półfinały             | Półfinały         | Półfinały         |                   |  | Finał | Finał | Finał |
|  | 1/8 finału         | 1/8 finału         | 1/8 finału  |                   |    | Ćwierćfinały | Ćwierćfinały | Ćwierćfinały |                       |                       | Półfinały             | Półfinały         | Półfinały         |                   |  | Finał | Finał | Finał |
|  | 25 stycznia        |                    |             |                   |    |              |              |              |                       |                       |                       |                   |                   |                   |  |       |       |       |
|  |                    |                    |             |                   |    |              |              |              |                       |                       |                       |                   |                   |                   |  |       |       |       |
|  | Chorwacja          | Chorwacja          | 26          |                   |    |              |              |              |                       |                       |                       |                   |                   |                   |  |       |       |       |
|  | Chorwacja          | Chorwacja          | 26          | 28 stycznia       |    |              |              |              |                       |                       |                       |                   |                   |                   |  |       |       |       |
|  | Brazylia           | Brazylia           | 25          |                   |    |              |              |              |                       |                       |                       |                   |                   |                   |  |       |       |       |
|  | Brazylia           | Brazylia           | 25          |                   |    | Chorwacja    | Chorwacja    | 22           |                       |                       |                       |                   |                   |                   |  |       |       |       |
|  | 26 stycznia        |                    |             |                   |    | Chorwacja    | Chorwacja    | 22           |                       |                       |                       |                   |                   |                   |  |       |       |       |
|  |                    |                    | Polska      | Polska            | 24 |              |              |              |                       |                       |                       |                   |                   |                   |  |       |       |       |
|  | Polska             | Polska             | Polska      | Polska            | 24 | 24           |              |              |                       |                       |                       |                   |                   |                   |  |       |       |       |
|  | Polska             | Polska             |             |                   |    | 24           | 30 stycznia  |              |                       |                       |                       |                   |                   |                   |  |       |       |       |
|  | Szwecja            | Szwecja            | 20          |                   |    |              |              |              |                       |                       |                       |                   |                   |                   |  |       |       |       |
|  | Szwecja            | Szwecja            | 20          |                   |    | Polska       | Polska       | 29           |                       |                       |                       |                   |                   |                   |  |       |       |       |
|  | 25 stycznia        |                    |             |                   |    | Polska       | Polska       | 29           |                       |                       |                       |                   |                   |                   |  |       |       |       |
|  |                    |                    | Katar       | Katar             | 31 |              |              |              |                       |                       |                       |                   |                   |                   |  |       |       |       |
|  | Austria            | Austria            | Katar       | Katar             | 31 | 27           |              |              |                       |                       |                       |                   |                   |                   |  |       |       |       |
|  | Austria            | Austria            | 28 stycznia |                   |    | 27           |              |              |                       |                       |                       |                   |                   |                   |  |       |       |       |
|  | Katar              | Katar              | 29          |                   |    |              |              |              |                       |                       |                       |                   |                   |                   |  |       |       |       |
|  | Katar              | Katar              | 29          |                   |    | Katar        | Katar        | 26           |                       |                       |                       |                   |                   |                   |  |       |       |       |
|  | 26 stycznia        |                    |             |                   |    | Katar        | Katar        | 26           |                       |                       |                       |                   |                   |                   |  |       |       |       |
|  |                    |                    | Niemcy      | Niemcy            | 24 |              |              |              |                       |                       |                       |                   |                   |                   |  |       |       |       |
|  | Niemcy             | Niemcy             | Niemcy      | Niemcy            | 24 | 23           |              |              |                       |                       |                       |                   |                   |                   |  |       |       |       |
|  | Niemcy             | Niemcy             |             |                   |    | 23           | 1 lutego     |              |                       |                       |                       |                   |                   |                   |  |       |       |       |
|  | Egipt              | Egipt              | 16          |                   |    |              |              |              |                       |                       |                       |                   |                   |                   |  |       |       |       |
|  | Egipt              | Egipt              | 16          |                   |    | Katar        | Katar        | 22           |                       |                       |                       |                   |                   |                   |  |       |       |       |
|  | 26 stycznia        |                    |             |                   |    | Katar        | Katar        | 22           |                       |                       |                       |                   |                   |                   |  |       |       |       |
|  |                    |                    | Francja     | Francja           | 25 |              |              |              |                       |                       |                       |                   |                   |                   |  |       |       |       |
|  | Islandia           | Islandia           | Francja     | Francja           | 25 | 25           |              |              |                       |                       |                       |                   |                   |                   |  |       |       |       |
|  | Islandia           | Islandia           | 28 stycznia |                   |    | 25           |              |              |                       |                       |                       |                   |                   |                   |  |       |       |       |
|  | Dania              | Dania              | 30          |                   |    |              |              |              |                       |                       |                       |                   |                   |                   |  |       |       |       |
|  | Dania              | Dania              | 30          |                   |    | Dania        | Dania        | 24           | Mecz o 3. miejsce     | Mecz o 3. miejsce     | Mecz o 3. miejsce     |                   |                   |                   |  |       |       |       |
|  | 25 stycznia        |                    |             |                   |    | Dania        | Dania        | 24           | Mecz o 3. miejsce     | Mecz o 3. miejsce     | Mecz o 3. miejsce     |                   |                   |                   |  |       |       |       |
|  |                    |                    | Hiszpania   | Hiszpania         | 25 |              |              | 1 lutego     | 1 lutego              | 1 lutego              |                       |                   |                   |                   |  |       |       |       |
|  | Hiszpania          | Hiszpania          | Hiszpania   | Hiszpania         | 25 | 28           |              | 1 lutego     | 1 lutego              | 1 lutego              |                       |                   |                   |                   |  |       |       |       |
|  | Hiszpania          | Hiszpania          |             |                   |    |              |              | 30 stycznia  | 30 stycznia           | 30 stycznia           | Polska                | Polska            | 29                |                   |  |       |       |       |
|  | Tunezja            | Tunezja            | 20          |                   |    |              |              | 30 stycznia  | 30 stycznia           | 30 stycznia           | Polska                | Polska            | 29                |                   |  |       |       |       |
|  | Tunezja            | Tunezja            | 20          |                   |    | Hiszpania    | Hiszpania    | 22           | Hiszpania             | Hiszpania             | 28                    |                   |                   |                   |  |       |       |       |
|  | 25 stycznia        |                    |             |                   |    | Hiszpania    | Hiszpania    | 22           | Hiszpania             | Hiszpania             | 28                    |                   |                   |                   |  |       |       |       |
|  |                    |                    | Francja     | Francja           | 26 |              |              |              |                       |                       |                       |                   |                   |                   |  |       |       |       |
|  | Słowenia           | Słowenia           | Francja     | Francja           | 26 | 30           |              |              |                       |                       |                       |                   |                   |                   |  |       |       |       |
|  | Słowenia           | Słowenia           | 28 stycznia |                   |    | 30           |              |              |                       |                       |                       |                   |                   |                   |  |       |       |       |
|  | Macedonia Północna | Macedonia Północna | 28          |                   |    |              |              |              |                       |                       |                       |                   |                   |                   |  |       |       |       |
|  | Macedonia Północna | Macedonia Północna | 28          |                   |    | Słowenia     | Słowenia     | 23           | Mecze o miejsca 5 - 8 | Mecze o miejsca 5 - 8 | Mecze o miejsca 5 - 8 | Mecz o 5. miejsce | Mecz o 5. miejsce | Mecz o 5. miejsce |  |       |       |       |
|  | 26 stycznia        |                    |             |                   |    | Słowenia     | Słowenia     | 23           | Mecze o miejsca 5 - 8 | Mecze o miejsca 5 - 8 | Mecze o miejsca 5 - 8 | Mecz o 5. miejsce | Mecz o 5. miejsce | Mecz o 5. miejsce |  |       |       |       |
|  |                    |                    | Francja     | Francja           | 32 |              |              | 30 stycznia  | 30 stycznia           | 30 stycznia           |                       |                   |                   |                   |  |       |       |       |
|  | Francja            | Francja            | Francja     | Francja           | 32 | 33           |              | 30 stycznia  | 30 stycznia           | 30 stycznia           |                       |                   |                   |                   |  |       |       |       |
|  | Francja            | Francja            |             |                   |    |              |              | Chorwacja    | Chorwacja             | 28                    |                       |                   |                   |                   |  |       |       |       |
|  | Argentyna          | Argentyna          | 20          |                   |    |              |              | Chorwacja    | Chorwacja             | 28                    | 31 stycznia           | 31 stycznia       | 31 stycznia       |                   |  |       |       |       |
|  | Argentyna          | Argentyna          | 20          |                   |    | Niemcy       | Niemcy       | 23           |                       |                       | 31 stycznia           | 31 stycznia       | 31 stycznia       |                   |  |       |       |       |
|  |                    |                    |             |                   |    | Niemcy       | Niemcy       | 23           | Chorwacja             | Chorwacja             | 24                    |                   |                   |                   |  |       |       |       |
|  | 30 stycznia        |                    |             |                   |    |              |              |              | Chorwacja             | Chorwacja             | 24                    |                   |                   |                   |  |       |       |       |
|  |                    |                    | Dania       | Dania             | 28 |              |              |              |                       |                       |                       |                   |                   |                   |  |       |       |       |
|  | Dania              | Dania              | Dania       | Dania             | 28 | 36           |              |              |                       |                       |                       |                   |                   |                   |  |       |       |       |
|  | Dania              | Dania              |             |                   |    |              |              |              |                       |                       |                       |                   |                   |                   |  |       |       |       |
|  | Słowenia           | Słowenia           | 33          |                   |    |              |              |              |                       |                       |                       |                   |                   |                   |  |       |       |       |
|  | Słowenia           | Słowenia           | 33          | Mecz o 7. miejsce |    |              |              |              |                       |                       |                       |                   |                   |                   |  |       |       |       |
|  |                    |                    |             |                   |    |              |              |              |                       |                       |                       |                   |                   |                   |  |       |       |       |
|  | 31 stycznia        |                    |             |                   |    |              |              |              |                       |                       |                       |                   |                   |                   |  |       |       |       |
|  |                    |                    |             |                   |    |              |              |              |                       |                       |                       |                   |                   |                   |  |       |       |       |
|  | Niemcy             | Niemcy             | 30          |                   |    |              |              |              |                       |                       |                       |                   |                   |                   |  |       |       |       |
|  | Niemcy             | Niemcy             | 30          |                   |    |              |              |              |                       |                       |                       |                   |                   |                   |  |       |       |       |
|  | Słowenia           | Słowenia           | 27          |                   |    |              |              |              |                       |                       |                       |                   |                   |                   |  |       |       |       |
|  | Słowenia           | Słowenia           | 27          |                   |    |              |              |              |                       |                       |                       |                   |                   |                   |  |       |       |       |

### 1/8 finału
| 25 stycznia 201518:30 | Austria         | 27:29(14:13) | Katar            | Multipurpose Hall, Lusajl Widzów: 12200 Sędzia: Boris Milošević, Matija Gubica |
| 25 stycznia 201518:30 | Robert Weber 12 | 27:29(14:13) | 8 Žarko Marković | Multipurpose Hall, Lusajl Widzów: 12200 Sędzia: Boris Milošević, Matija Gubica |
| 25 stycznia 201518:30 | 7× · 4×         | 27:29(14:13) | 4× · 2×          | Multipurpose Hall, Lusajl Widzów: 12200 Sędzia: Boris Milošević, Matija Gubica |

| 25 stycznia 201518:30 | Słowenia       | 30:28(16:15) | Macedonia Północna                 | Al Sadd Multipurpose Hall, Doha Widzów: 800 Sędzia: Mindaugas Gatelis, Vaidas Mažeika |
| 25 stycznia 201518:30 | Dragan Gajić 9 | 30:28(16:15) | 7 Goce Georgiewski 7 Kirił Łazarow | Al Sadd Multipurpose Hall, Doha Widzów: 800 Sędzia: Mindaugas Gatelis, Vaidas Mažeika |
| 25 stycznia 201518:30 | 9× · 4×        | 30:28(16:15) | 4× · 3× · 1×                       | Al Sadd Multipurpose Hall, Doha Widzów: 800 Sędzia: Mindaugas Gatelis, Vaidas Mažeika |

| 25 stycznia 201521:00 | Hiszpania         | 28:20(18:9) | Tunezja             | Multipurpose Hall, Lusajl Widzów: 5500 Sędzia: Ǵorǵi Naczewski, Sławe Nikołow |
| 25 stycznia 201521:00 | Cristian Ugalde 6 | 28:20(18:9) | 5 Oussama Boughanmi | Multipurpose Hall, Lusajl Widzów: 5500 Sędzia: Ǵorǵi Naczewski, Sławe Nikołow |
| 25 stycznia 201521:00 | 5× · 3×           | 28:20(18:9) | 3× · 3×             | Multipurpose Hall, Lusajl Widzów: 5500 Sędzia: Ǵorǵi Naczewski, Sławe Nikołow |

| 25 stycznia 201521:00 | Chorwacja       | 26:25(13:15) | Brazylia     | Al Sadd Multipurpose Hall, Doha Widzów: 800 Sędzia: Mansour Al-Suwaidi, Saleh Bamutref |
| 25 stycznia 201521:00 | Marko Kopljar 5 | 26:25(13:15) | 5 João Silva | Al Sadd Multipurpose Hall, Doha Widzów: 800 Sędzia: Mansour Al-Suwaidi, Saleh Bamutref |
| 25 stycznia 201521:00 | 1× · 2×         | 26:25(13:15) | 5× · 3×      | Al Sadd Multipurpose Hall, Doha Widzów: 800 Sędzia: Mansour Al-Suwaidi, Saleh Bamutref |

| 26 stycznia 201518:30 | Niemcy            | 23:16(12:8) | Egipt                        | Lusail Sports Arena, Lusajl Widzów: 12500 Sędzia: Václav Horáček, Jiří Novotný |
| 26 stycznia 201518:30 | Uwe Genscheimer 6 | 23:16(12:8) | 4 Ahmed Elahmar 4 Eslam Issa | Lusail Sports Arena, Lusajl Widzów: 12500 Sędzia: Václav Horáček, Jiří Novotný |
| 26 stycznia 201518:30 | 1× · 2×           | 23:16(12:8) | 5× · 3×                      | Lusail Sports Arena, Lusajl Widzów: 12500 Sędzia: Václav Horáček, Jiří Novotný |

| 26 stycznia 201518:30 | Polska                             | 24:20(10:11) | Szwecja            | Ali Bin Hamad Al Attiya Arena, Doha Widzów: 1500 Sędzia: Nenad Krstič, Peter Ljubič |
| 26 stycznia 201518:30 | Bartosz Jurecki 5 Michał Jurecki 5 | 24:20(10:11) | 5 Fredrik Petersen | Ali Bin Hamad Al Attiya Arena, Doha Widzów: 1500 Sędzia: Nenad Krstič, Peter Ljubič |
| 26 stycznia 201518:30 | 1× · 2×                            | 24:20(10:11) | 5× · 3×            | Ali Bin Hamad Al Attiya Arena, Doha Widzów: 1500 Sędzia: Nenad Krstič, Peter Ljubič |

| 26 stycznia 201521:00 | Islandia              | 25:30(10:16) | Dania          | Lusail Sports Arena, Lusajl Widzów: 3000 Sędzia: Laurent Reveret, Stevann Pichon |
| 26 stycznia 201521:00 | Alexander Petersson 7 | 25:30(10:16) | 6 Rasmus Lauge | Lusail Sports Arena, Lusajl Widzów: 3000 Sędzia: Laurent Reveret, Stevann Pichon |
| 26 stycznia 201521:00 | 2× · 4×               | 25:30(10:16) | 5× · 3×        | Lusail Sports Arena, Lusajl Widzów: 3000 Sędzia: Laurent Reveret, Stevann Pichon |

| 26 stycznia 201521:00 | Francja          | 33:20(16:6) | Argentyna       | Ali Bin Hamad Al Attiya Arena, Doha Widzów: 1500 Sędzia: Martin Gjeding, Mads Hansen |
| 26 stycznia 201521:00 | Valentin Porte 6 | 33:20(16:6) | 4 Gonzalo Carou | Ali Bin Hamad Al Attiya Arena, Doha Widzów: 1500 Sędzia: Martin Gjeding, Mads Hansen |
| 26 stycznia 201521:00 | 4× · 2×          | 33:20(16:6) | 1× · 2×         | Ali Bin Hamad Al Attiya Arena, Doha Widzów: 1500 Sędzia: Martin Gjeding, Mads Hansen |

### Ćwierćfinały
| 28 stycznia 201518:30 | Chorwacja                         | 22:24(10:12) | Polska               | Ali Bin Hamad Al Attiya Arena, Doha Widzów: 1500 Sędzia: Martin Gjeding, Mads Hansen |
| 28 stycznia 201518:30 | Domagoj Duvnjak 5 Marko Kopljar 5 | 22:24(10:12) | 6 Mariusz Jurkiewicz | Ali Bin Hamad Al Attiya Arena, Doha Widzów: 1500 Sędzia: Martin Gjeding, Mads Hansen |
| 28 stycznia 201518:30 | 3× · 3×                           | 22:24(10:12) | 3× · 4×              | Ali Bin Hamad Al Attiya Arena, Doha Widzów: 1500 Sędzia: Martin Gjeding, Mads Hansen |

| 28 stycznia 201518:30 | Katar           | 26:24(18:14) | Niemcy           | Lusail Sports Arena, Lusajl Widzów: 15000 Sędzia: Ǵorǵi Naczewski, Sławe Nikołow |
| 28 stycznia 201518:30 | Rafael Capote 8 | 26:24(18:14) | 5 Uwe Gensheimer | Lusail Sports Arena, Lusajl Widzów: 15000 Sędzia: Ǵorǵi Naczewski, Sławe Nikołow |
| 28 stycznia 201518:30 | 2× · 3×         | 26:24(18:14) | 3× · 4×          | Lusail Sports Arena, Lusajl Widzów: 15000 Sędzia: Ǵorǵi Naczewski, Sławe Nikołow |

| 28 stycznia 201521:00 | Słowenia      | 23:32(10:18) | Francja           | Ali Bin Hamad Al Attiya Arena, Doha Widzów: 2500 Sędzia: Václav Horáček, Jiří Novotný |
| 28 stycznia 201521:00 | Luka Žvižej 6 | 23:32(10:18) | 6 Daniel Narcisse | Ali Bin Hamad Al Attiya Arena, Doha Widzów: 2500 Sędzia: Václav Horáček, Jiří Novotný |
| 28 stycznia 201521:00 | 5× · 4×       | 23:32(10:18) | 2× · 2×           | Ali Bin Hamad Al Attiya Arena, Doha Widzów: 2500 Sędzia: Václav Horáček, Jiří Novotný |

| 28 stycznia 201521:00 | Dania                           | 24:25(11:11) | Hiszpania              | Lusail Sports Arena, Lusajl Widzów: 9000 Sędzia: Lars Geipel, Marcus Helbig |
| 28 stycznia 201521:00 | Anders Eggert 6 Mikkel Hansen 6 | 24:25(11:11) | 10 Valero Rivera Folch | Lusail Sports Arena, Lusajl Widzów: 9000 Sędzia: Lars Geipel, Marcus Helbig |
| 28 stycznia 201521:00 | 3× · 4×                         | 24:25(11:11) | 3× · 3×                | Lusail Sports Arena, Lusajl Widzów: 9000 Sędzia: Lars Geipel, Marcus Helbig |

### Mecze o miejsca 5 - 8
| 30 stycznia 201516:00 | Chorwacja       | 28:23(13:11) | Niemcy                             | Ali Bin Hamad Al Attiya Arena, Doha Widzów: 800 Sędzia: Óscar López, Ángel Ramírez |
| 30 stycznia 201516:00 | Manuel Štrlek 8 | 28:23(13:11) | 6 Uwe Gensheimer 6 Jens Schöngarth | Ali Bin Hamad Al Attiya Arena, Doha Widzów: 800 Sędzia: Óscar López, Ángel Ramírez |
| 30 stycznia 201516:00 | 2× · 3×         | 28:23(13:11) | 2× · 4×                            | Ali Bin Hamad Al Attiya Arena, Doha Widzów: 800 Sędzia: Óscar López, Ángel Ramírez |

| 30 stycznia 201518:30 | Dania                | 36:33(19:15) | Słowenia        | Ali Bin Hamad Al Attiya Arena, Doha Widzów: 500 Sędzia: Mansour Al-Suwaidi, Saleh Bamutref |
| 30 stycznia 201518:30 | Lasse Svan Hansen 13 | 36:33(19:15) | 12 Dragan Gajić | Ali Bin Hamad Al Attiya Arena, Doha Widzów: 500 Sędzia: Mansour Al-Suwaidi, Saleh Bamutref |
| 30 stycznia 201518:30 | 4× · 3×              | 36:33(19:15) | 5× · 2× · 2×    | Ali Bin Hamad Al Attiya Arena, Doha Widzów: 500 Sędzia: Mansour Al-Suwaidi, Saleh Bamutref |

### Półfinały
| 30 stycznia 201518:30 | Polska           | 29:31(13:16) | Katar                                | Lusail Sports Arena, Lusajl Widzów: 15000 Sędzia: Nenad Nikolić, Dušan Stojković |
| 30 stycznia 201518:30 | Michał Jurecki 9 | 29:31(13:16) | 6 Rafael Capote 6 Kamalaldin Mallash | Lusail Sports Arena, Lusajl Widzów: 15000 Sędzia: Nenad Nikolić, Dušan Stojković |
| 30 stycznia 201518:30 | 5× · 3×          | 29:31(13:16) | 2× · 3×                              | Lusail Sports Arena, Lusajl Widzów: 15000 Sędzia: Nenad Nikolić, Dušan Stojković |

| 30 stycznia 201521:00 | Francja          | 26:22(18:14) | Hiszpania                         | Lusail Sports Arena, Lusajl Widzów: 15000 Sędzia: Nenad Krstič, Peter Ljubič |
| 30 stycznia 201521:00 | Michaël Guigou 5 | 26:22(18:14) | 5 Cristian Ugalde 5 Joan Cañellas | Lusail Sports Arena, Lusajl Widzów: 15000 Sędzia: Nenad Krstič, Peter Ljubič |
| 30 stycznia 201521:00 | 3× · 3×          | 26:22(18:14) | 3× · 3×                           | Lusail Sports Arena, Lusajl Widzów: 15000 Sędzia: Nenad Krstič, Peter Ljubič |

### Mecz o 7. miejsce
| 31 stycznia 201516:30 | Niemcy            | 30:27(16:14) | Słowenia     | Lusail Sports Arena, Lusajl Widzów: 1000 Sędzia: Václav Horáček, Jiří Novotný |
| 31 stycznia 201516:30 | Uwe Gensheimer 13 | 30:27(16:14) | 9 Jure Natek | Lusail Sports Arena, Lusajl Widzów: 1000 Sędzia: Václav Horáček, Jiří Novotný |
| 31 stycznia 201516:30 | 3× · 3×           | 30:27(16:14) | 3× · 3× · 1× | Lusail Sports Arena, Lusajl Widzów: 1000 Sędzia: Václav Horáček, Jiří Novotný |

### Mecz o 5. miejsce
| 31 stycznia 201519:15 | Chorwacja                                           | 24:28(11:15) | Dania           | Lusail Sports Arena, Lusajl Widzów: 3000 Sędzia: Óscar López, Ángel Ramírez |
| 31 stycznia 201519:15 | Domagoj Duvnjak 4 Luka Stepančić 4 Ivan Slišković 4 | 24:28(11:15) | 8 Mikkel Hansen | Lusail Sports Arena, Lusajl Widzów: 3000 Sędzia: Óscar López, Ángel Ramírez |
| 31 stycznia 201519:15 | 3× · 3×                                             | 24:28(11:15) | 3× · 3×         | Lusail Sports Arena, Lusajl Widzów: 3000 Sędzia: Óscar López, Ángel Ramírez |

### Mecz o 3. miejsce
| 1 lutego 201516:30 | Polska         | 29:28 (pd.)(13:13, 24:24) | Hiszpania      | Lusail Sports Arena, Lusajl Widzów: 9400 Sędzia: Martin Gjeding, Mads Hansen |
| 1 lutego 201516:30 | Michał Szyba 8 | 29:28 (pd.)(13:13, 24:24) | 7 Víctor Tomás | Lusail Sports Arena, Lusajl Widzów: 9400 Sędzia: Martin Gjeding, Mads Hansen |
| 1 lutego 201516:30 | 4× · 3×        | 29:28 (pd.)(13:13, 24:24) | 1× · 1×        | Lusail Sports Arena, Lusajl Widzów: 9400 Sędzia: Martin Gjeding, Mads Hansen |

### Finał
| 1 lutego 201519:15 | Katar            | 22:25(11:14) | Francja            | Lusail Sports Arena, Lusajl Widzów: 15000 Sędzia: Václav Horáček, Jiří Novotný |
| 1 lutego 201519:15 | Žarko Marković 7 | 22:25(11:14) | 5 Nikola Karabatić | Lusail Sports Arena, Lusajl Widzów: 15000 Sędzia: Václav Horáček, Jiří Novotný |
| 1 lutego 201519:15 | 4× · 3×          | 22:25(11:14) | 2× · 4×            | Lusail Sports Arena, Lusajl Widzów: 15000 Sędzia: Václav Horáček, Jiří Novotný |

## Klasyfikacja końcowa
| Miejsce | Reprezentacja        | Uwagi                                         |
| ------- | -------------------- | --------------------------------------------- |
| złoto   | Francja              | awans: IO 2016                                |
| srebro  | Katar                |                                               |
| brąz    | Polska               | awans do turnieju kwalifikacyjnego na IO 2016 |
| 4       | Hiszpania            | awans do turnieju kwalifikacyjnego na IO 2016 |
| 5       | Dania                | awans do turnieju kwalifikacyjnego na IO 2016 |
| 6       | Chorwacja            | awans do turnieju kwalifikacyjnego na IO 2016 |
| 7       | Niemcy               | awans do turnieju kwalifikacyjnego na IO 2016 |
| 8       | Słowenia             | awans do turnieju kwalifikacyjnego na IO 2016 |
| 9       | Macedonia Północna   | awans do turnieju kwalifikacyjnego na IO 2016 |
| 10      | Szwecja              | –                                             |
| 11      | Islandia             | –                                             |
| 12      | Argentyna            | –                                             |
| 13      | Austria              | –                                             |
| 14      | Egipt                | –                                             |
| 15      | Tunezja              | –                                             |
| 16      | Brazylia             | –                                             |
| 17      | Czechy               | –                                             |
| 18      | Białoruś             | –                                             |
| 19      | Rosja                | –                                             |
| 20      | Bośnia i Hercegowina | –                                             |
| 21      | Iran                 | –                                             |
| 22      | Arabia Saudyjska     | –                                             |
| 23      | Chile                | –                                             |
| 24      | Algieria             | –                                             |

## Nagrody indywidualne
Nagrody indywidualne zdobyli:
| MVP            | Najlepszy strzelec | Najlepszy bramkarz | Najlepszy lewoskrzydłowy | Najlepszy prawoskrzydłowy | Najlepszy lewy rozgrywający | Najlepszy środkowy rozgrywający | Najlepszy prawy rozgrywający | Najlepszy obrotowy |
| -------------- | ------------------ | ------------------ | ------------------------ | ------------------------- | --------------------------- | ------------------------------- | ---------------------------- | ------------------ |
| Thierry Omeyer | Dragan Gajić       | Thierry Omeyer     | Valero Rivera Folch      | Dragan Gajić              | Rafael Capote               | Nikola Karabatić                | Žarko Marković               | Bartosz Jurecki    |

## Statystyki
| Pozycja | Zawodnik              | Zespół             | Gole | Strzały | %   |
| ------- | --------------------- | ------------------ | ---- | ------- | --- |
| 1       | Dragan Gajić          | Słowenia           | 71   | 93      | 76% |
| 2       | Žarko Marković        | Katar              | 67   | 127     | 53% |
| 3       | Uwe Gensheimer        | Niemcy             | 54   | 72      | 75% |
| 4       | Rodrigo Salinas Muñoz | Chile              | 52   | 92      | 57% |
| 5       | Rafael Capote         | Katar              | 48   | 78      | 62% |
| 6       | Valero Rivera Folch   | Hiszpania          | 47   | 58      | 81% |
| 7       | Kirił Łazarow         | Macedonia Północna | 45   | 78      | 58% |
| 8       | Siarhiej Rutenka      | Białoruś           | 43   | 75      | 57% |
| 9       | Robert Weber          | Austria            | 42   | 61      | 69% |
| 10      | Ivan Čupić            | Chorwacja          | 41   | 53      | 77% |

| Miejsce | Zawodnik                | Zespół    | %   | Obrony | Strzały |
| ------- | ----------------------- | --------- | --- | ------ | ------- |
| 1       | Carsten Lichtlein       | Niemcy    | 38% | 57     | 152     |
| 2       | Filip Ivić              | Chorwacja | 37% | 44     | 119     |
| 2       | Thierry Omeyer          | Francja   | 37% | 105    | 283     |
| 2       | Gonzalo Pérez de Vargas | Hiszpania | 37% | 97     | 259     |
| 5       | Mattias Andersson       | Szwecja   | 36% | 53     | 147     |
| 5       | Danijel Šarić           | Katar     | 36% | 75     | 206     |
| 5       | Petr Štochl             | Czechy    | 36% | 75     | 210     |
| 8       | Jannick Green           | Dania     | 35% | 47     | 135     |
| 8       | Silvio Heinevetter      | Niemcy    | 35% | 67     | 193     |
| 8       | Nikola Marinovic        | Austria   | 35% | 52     | 150     |